# Antonio Tovar y Marcoleta
Antonio Tovar y Marcoleta   (Madrid, 13 de desembre de 1847 - Madrid, 22 de juny de 1925) va ser un militar i polític espanyol, Ministre de Guerra i director general de la Guàrdia Civil.

## Biografia
Nascut a Madrid el 13 de desembre de 1847. Ingressà com a cadet en 1862 i fou integrat en el Batalló de Caçadors de Catalunya, on el 1864 assolí la graduació de sotstinent. El 1870 fou destinat al Batalló de Caçadors de Barcelona, amb el qual a l'agost i setembre de 1870 en la persecució d'insurrectes carlins a Biscaia i Burgos, i fou ascendit a capità. Després va lluitar a diferents fronts durant la Tercera Guerra Carlina, i cap al 1876 fou ascendit a comandant i el 1879 a tinent coronel. El 1883 fou nomenat governador civil i militar de l'illa de Negros (Filipines) i el 1889 secretari del govern militar de Manila. El 1892 tornà a la Península, d'on fou destinat a Puerto Rico en 1894 i a Cuba en 1895. Participà en la guerra hispano-estatunidenca destinat al Batalló de Defensa de l'Havana.
En setembre de 1900 fou ascendit a general de brigada i fou nomenat governador militar d'Alcalá de Henares, cap de secció del Ministeri de Guerra (1902) i secretari del director general de la Guàrdia Civil (1906). En 1909 fou ascendit a general de divisió i participà en la Guerra del Rif com a cap de la Divisió de Caçadors de Melilla en la campanya de Taxdirt. Com a premi el 1910 fou nomenat subinspector de les tropes de la IV Regió Militar i Governador Militar de Barcelona, i després subsecretari del Ministeri de la Guerra. De 1910 a 1914 obté el comandament de la 1a Divisió, i aleshores és nomenat tinent general.
Fou nomenat director general de la Guàrdia Civil entre el 23 de juliol de 1916 i el 20 d'abril de 1917 Després fou nomenat Capità general de València i gentilhome de cambra pel rei.
Entre el 20 de juliol de 1919 i el 12 de desembre de 1919 és nomenat Ministre de Guerra en el govern Sánchez de Toca. Després fou nomenat senador vitalici. Va morir a Madrid el 22 de juny de 1925.